# 高元荣
高元荣（？—524年），勃海郡蓨县（今河北省衡水市景县）人，北魏官员。

## 生平
高元荣学问高深有文学才能，善于文牍工作，官至尚书右丞，出任西道行台，到了高平镇。正光五年（524年）夏六月，南秦州刺史韩祖香、孙𥛰杀死刺史崔游响应莫折大提，莫折大提派卜朝袭击攻克了高平镇，杀死镇将赫连略和行台高元荣。

## 家庭

### 祖父
- 高济，北魏游击将军、沧水郡太守、浮阳宣子

### 父亲
- 高遵，北魏立忠将军、齐州刺史、安昌子